# 杨益言
杨益言（1925年11月18日—2017年5月19日），男，原籍四川武胜，生于重庆，中华人民共和国作家，《红岩》的主要作者之一。

## 生平
杨益言先后在四川省武胜县、重庆市完成初中、高中学业。抗日战争时期，同济大学自上海内迁至重庆。1944年，杨益言考入重庆的同济大学工学院电机系。抗日战争胜利后，随同济大学迁返上海。1948年初，因为参加“反饥饿、反内战、反迫害运动”而被逮捕。同年获释后回到重庆，在中国铅笔厂职工夜校当教员。
1948年8月，杨益言遭中国国民党特务逮捕，关押在重庆渣滓洞集中营。在狱中，杨益言结识了江竹筠、罗广斌等人。狱友们曾秘密举行追悼会、集体绝食等活动。1949年春节，狱友们开联欢会，其中杨益言表演二胡，罗广斌戴着铁脚镣表演了踢踏舞。1949年4月，杨益言的家属出钱，通过杨益言在重庆市警察局任局员的堂兄花钱托关系，将杨益言释放出狱。
1949年中华人民共和国成立后，杨益言历任重庆《团刊》编辑、科长，共青团重庆市委常委、办公室主任，中共重庆市委《支部生活》总编辑，专业作家。第四、五届四川省政协委员，中国文联第四届全委会委员，中国作协第三、四届理事及第五、六、七届名誉委员，四川省重庆市文联副主席、作协副主席。1951年开始发表文学作品，1963年加入中国作家协会。1952年，经刘德彬等人介绍，杨益言加入中国共产党。
中华人民共和国初期，罗广斌、刘德彬、杨益言合作创作了报告文学《圣洁的血花》，记述了他们在狱中对敌斗争的经历，1950年7月1日起在重庆《大众文艺》上发表。1958年初，三人在《红旗飘飘》第六集上合作发表革命回忆录《在烈火中永生》。1959年2月，中国青年出版社出版了增订后的单行本回忆录《在烈火中永生》。
1950年代，杨益言、罗广斌同在共青团重庆市委任职，经常一同做报告以开展革命传统教育。1958年11月，共青团中央常委、中国青年出版社党委书记、社长、总编辑朱语今抵达重庆，认为革命者在渣滓洞、白公馆的狱中斗争是开展革命传统教育的良好题材，乃向当时在共青团重庆市委任职的罗广斌、杨益言约写长篇小说。中共重庆市委对此大力支持，由中共重庆市委常委、组织部长萧泽宽具体负责，指定罗广斌、杨益言二人共同执笔创作，并为二人专门安排了两间平房。自1959年开始，二人白天访问老革命者、搜集材料，晚间写作。当时正值“三年困难时期”，粮食紧缺，二人因为承担该写作任务而可每日分得一个小馒头。中共重庆市委准许二人查看敌特档案，采访在押的敌特分子。二人在敌特档案中发现了一整套时长15年的特务日记，这为在小说中塑造军统高层特务形象提供了素材。在小说出版前，中共重庆市委决定，要二人拜作家沙汀为师，并到北京学习参观。1961年，二人完成了小说《红岩》，同年12月由中国青年出版社出版，此后数十年间印数超过一千万册。《红岩》出版后受到热烈欢迎，并被译为多种文字，还被改编为电影《烈火中永生》以及豫剧《江姐》等。
文化大革命期间，罗广斌、杨益言被诬陷为“叛徒”，遭到残酷迫害（罗广斌于1967年2月10日去世）。1979年，杨益言出席中国文学艺术工作者第四次代表大会，并当选为中国文学艺术界联合会委员。1980年，当选为中国作家协会四川分会副主席。后来退休。
1960年代，杨益言将自己收到的《红岩》稿费全部作为党费上交。2001年，杨益言将《红岩》手稿捐赠中国现代文学馆。
2017年5月19日，杨益言在重庆病逝，享年92岁。

## 著作
- 长篇小说《红岩》（与罗广斌合作）[1]
- 长篇小说《大后方》[1]
- 长篇小说《秘密世界》[1]
- 报告文学《在烈火中永生》（与罗广斌、刘德彬合作）[1]
- 报告文学《红岩的故事》[1]
- 报告文学《雾都空劫》[1]